# Stephan R. Bellem

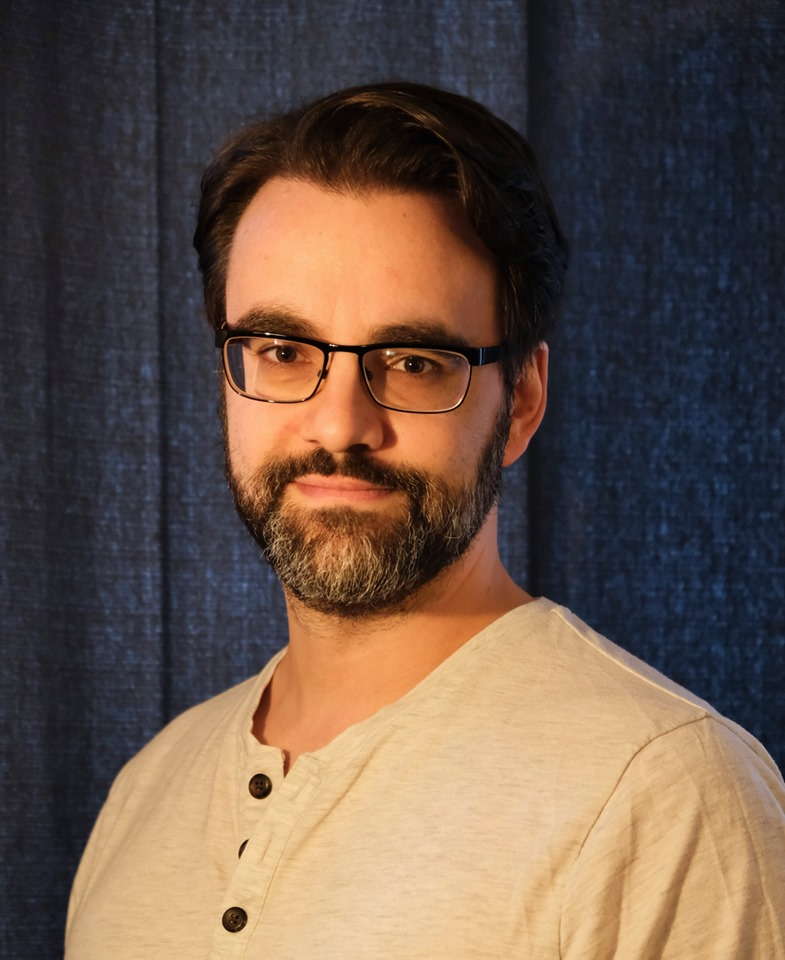
Stephan R. Bellem (2019)

Stephan R. Bellem (* 9. September 1981 in Heidelberg) ist ein deutscher Fantasy-Autor.

## Leben
Er legte 2001 die Abitur-Prüfung ab und absolvierte eine Ausbildung zum Finanzassistenten. Danach nahm er ein Studium der Soziologie, das er zu Gunsten der Schriftstellerei beendete. 2008 erreichte sein Debütroman »Tharador« den zweiten Platz beim Deutschen Phantastik Preis in der Kategorie »Bester Roman National«. Der Autor lebt mit seiner Frau in Berlin.

## Bibliographie

### Die Chroniken des Paladins
- Tharador. Otherworld-Verlag, Juni 2007. ISBN 3-9502185-6-4.
- Das Amulett. Otherworld-Verlag, Juni 2008. ISBN 3-902607-05-X.
- Das Buch Karand. Otherworld-Verlag, Mai 2009. ISBN 3-902607-08-4.

### Die Fälle des Lewis van Allington
- Ruf der Ruskala. Drachenmond Verlag, 2019. ISBN 978-3-95991-899-2.
- Maske des Mondes. Drachenmond Verlag, 2021, ISBN 978-3-95991-901-2.
- Träne des Todes. Drachenmond Verlag, 2023, ISBN 978-3-95991-916-6.

### Einzelne Werke
- Bluttrinker. Otherworld-Verlag, Januar 2010. ISBN 3-8000-9515-7.
- Portal des Vergessens. Otherworld-Verlag, Januar 2011. ISBN 3-8000-9533-5.
- Die Wächter Edens. Otherworld-Verlag, September 2011. ISBN 978-3-8000-9548-3.
- Welt aus Staub. Ueberreuter Verlag, Januar 2012. ISBN 978-3-8000-9553-7.
- Die Ballade von Tarlin. Ulrich Burger Verlag, Mai 2013. ISBN 978-3-943378-06-1.
- Die Seele des Wächters. Drachenmond Verlag, 2018. ISBN 978-3-95991-890-9.